# ガイウス・ポンティウス
ガイウス・ポンティウス(ラテン語: Gaius Pontius)は第二次サムニウム戦争で活躍したサムニウム人の指揮官。名は『ガウィウス・ポンティウス(Gavius Pontius)』または単に『ポンティウス』とも呼ばれる。ローマ軍をカウディウム渓谷で敗北させ、後に「カウディウムの屈辱」と呼ばれる和議を結ぶ事に成功する。しかし後にローマの手によって捕縛され、クィントゥス・ファビウス・マクシムス・ルッリアヌスによって処刑された。
ポンティウスはサムニウム社会で、ローマで言えば執政官あるいは行政官に相当する「メッディクス(Meddix)」と呼ばれる役職にいた。また彼は騎兵1,000人を含む9,000人の軍を指揮する立場にあり、この兵力をもってローマ軍の主力部隊であるレギオ相手に善戦した。

## カウディウムの屈辱
紀元前321年、ローマ軍はサムニウムに侵入、ポンティウスはカウディウム（現モンテサルキオ）で野営をしており、ローマ軍がカラティア近辺に接近した事を察知する。そしてローマ軍に対して羊飼いに扮した間者10人を放ち、サムニウムの軍勢がアプリア地方のルケリア（現ルチェーラ）の街を包囲したと偽りを信じさせ姦計をかける事に成功する。そしてローマ軍を狭い渓谷の小道に誘い出し包囲、ローマ軍はなす術なくポンティウスのもとに降伏した。
あまりの多くの捕虜が出た事にポンティウスは驚き、対応を伺うためにサムニウム貴族である父ヘレニウスに書を託したと言う。父が言うには彼ら全員を釈放し後にローマと和議を結ぶようにと答が帰ってきたが、ポンティウスはこれを好まなかった。また別の手紙が彼の元に届き、同じように釈放すべしと書かれていた。しかしながらこれはうわべだけの返事に過ぎず、父の本心は全員を処刑すべしというものであった。しかしながらローマ人の捕虜は処刑するにはあまりにも多数であったので、ポンティウスは人を遣わし、その中間の解決策はないかと問うたと言う。父は中間の策はローマ人を侮辱するだけではなく、ローマ人に報復の口実を作る事にもなるので、中途半端な処理はせぬように言ったが、彼は父の助言を聞かず、ポンティウスはローマ人捕虜を敵サムニウム人の掲げる槍列の間を歩かせたと言う。
槍を持たないまま敵陣を歩かされる事は臆病者の汚名を着る事であり、当時のローマ人にとって最大の侮辱であった。この屈辱の汚名を濯ごうとローマはサムニウムに徹底抗戦を掲げる事になる。そしてポンティウスは即座に報復戦を受け敗北、ローマ人によって処刑されたと言う。